# Intars Busulis
Intars Busulis (ur. 2 maja 1978 w Talsi) – łotewski piosenkarz jazzowy. W 2009 wziął udział w Konkursie Piosenki Eurowizji reprezentując Łotwę. W ramach konkursu 14 maja wystąpił w drugim półfinale jako trzeci w kolejności i zajął w nim ostatnie, 19. miejsce, nie przechodząc do finału. Jego wytwórnią płytową jest Platforma Records. 

## Dyskografia
- Shades of Kiss (2005 rok)
- Kino (2008 rok)
- AKTs (2010 rok)
- CitāC (2013 rok)

## Festiwale
- Litwa - Kaunas Jazz.
- Estonia - Nomme Jazz, Jazz Kaar.
- Francja – MIDEM.
- Finlandia - Pori Jazz.
- Łotwa - Sony Jazz Stage.
- Kanada - Ottawa Jazz.